# Castianeira zembla
Castianeira zembla là một loài nhện trong họ Corinnidae.
Loài này thuộc chi Castianeira. Castianeira zembla được miêu tả năm 1969 bởi Reiskind.